# Sistema métrico mexica

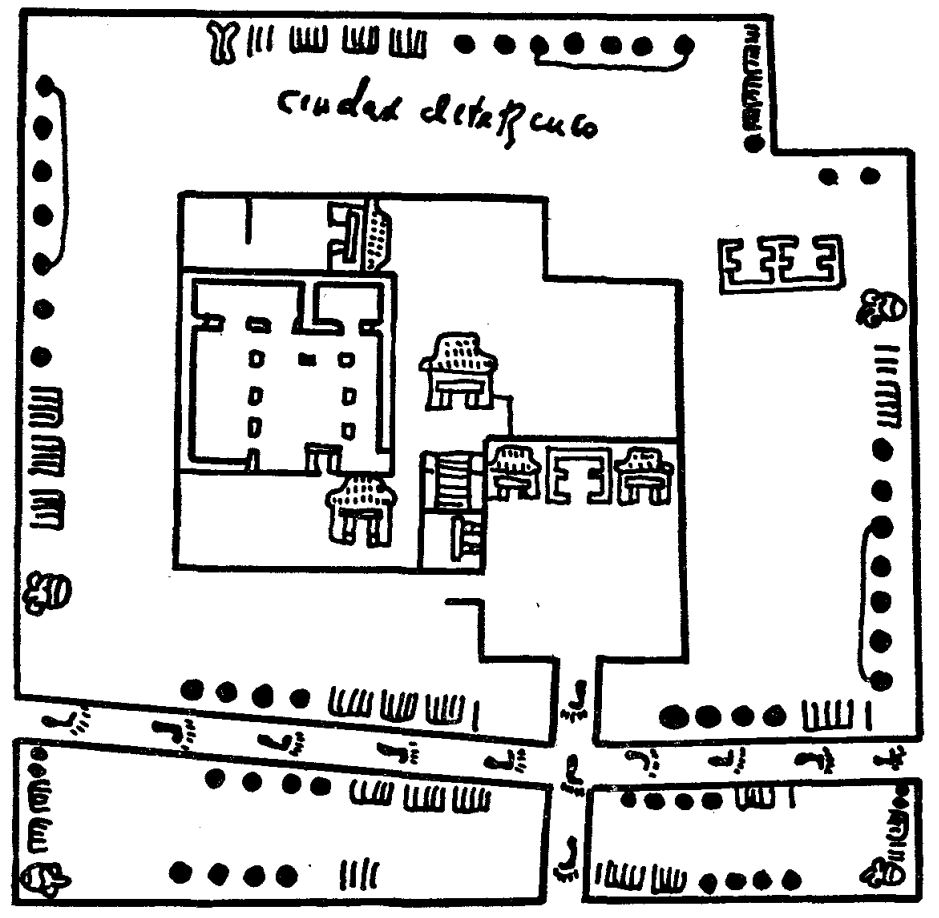
Ilustración de la ciudad de Texcoco y el Palacio de Otzoticpac mostrando sus dimensiones por medio del Sistema Métrico Mexica. Detalle en el Códice Humboldt Fragmento VI copia del mapa del Palacio de Otzoticpac

El Sistema Métrico Mexica es un sistema de unidades mesoamericano basado en diferentes unidades proporcionales entre sí por múltiplos o submúltiplos, este mide distancias, áreas, volúmenes y pesos entre otros. Los Tlacuilos eran los miembros de las naciones mesoamericanas que realizaban estas mediciones y las registraban en códices. Este sistema de medición era utilizado al menos en el territorio del Imperio Azteca. Las medidas de longitud eran antropométricas, es decir, estaban basadas en el cuerpo humano (como en el Sistema anglosajón de unidades). Para la construcción de obras oficiales de ingeniería o religiosas se cree que se tenía una unidad patrón, la cual también pudiera haberse usado como regulador en las transacciones económicas.

El trazo de una ciudad monumental no podía realizarse con base en unas medidas cambiantes con las dimensiones individuales y los sacerdotes que se encargaban de ello usaban seguramente prototipos fijos.
Danièle Dehouve, Les mesures corporelles dans les rituels mexicains, p. 11

.

## Investigación
Los primeros estudios fueron realizados principalmente en la década de 1970
de donde surgieron dos líneas de estudio, la primera se basa la equivalencia de las unidades mexicas con las hispanas, tomando al yollotli como unidad e igual a 83.59. La segunda línea de investigación utiliza las proporciones entre las unidades mexicas tomando al tlalcuahuitl como unidad e igual a 2.5 m, este último enfoque se basa principalmente en los documentos de Fernando de Alva Ixtlilxóchitl, historiador mexicano durante los primeros años después de la conquista, descendiente del señorío acolhua de Tetzcoco.

## Proceso difamatorio del Sistema Métrico Mexica
Popularmente se cree que los mesoamericanos no tenían un sistema métrico y que solamente se comerciaba por medio del intercambio de productos (trueque), sin embargo se tenía un sistema muy avanzado e incluso más preciso que los sistemas de medidas europeos del siglo XVI. Además del sistema había reguladores los cuales se encargaban de revisar las transacciones de manera que se siguieran las leyes de comercio y que los productos fueran consistentes en pesos y medidas y no fueran falsificados o alterados.
El primer reporte colonial de un sistema de medidas lo hace Hernán Cortes en su segunda carta de relación:

todo se vende por cuenta y medida, excepto que hasta ahora no se ha visto vender cosa alguna por peso
 Hernán Cortes, Segunda Carta de Relación Cartas y documentos, Cap.XXIII

.
Sin embargo los reportes coloniales se censuran y corrigen de manera que se reporte la ignorancia de las naciones mesoamericanas

nunca tuvieron peso ni medida ni otra manera de gobierno... sino que trocaban uno por otro cada uno lo que había menester, excepto que tenían por género de moneda, que usaban para comprar y vender, unas mantillas de algodón
  Relación de Tepeaca en Papeles de Nueva España. Segunda Serie: Geografía y Estadística por Francisco del Paso y Troncoso, Madrid, Estudio Tipográfico Sucesores de Riyadeneyra, 1905-1906, Y. Y, p. 31.

.
Para intentar ratificar sus afirmaciones, se aclara que en ese acto estaba presente don Tomás de Aquino, nativo del lugar, que se declara que tenía noventa años de edad. Más muestras de difamación se observan en la obra de Francisco Hernández Antigüedades de la Nueva España, donde se afirma que los mexicanos no tenían pesos ni medidas. En 1885 Daniel G. Brigton afirma que México estaba lleno de naciones incivilizadas e ignorantes de pesos, medidas, y formas de calcular distancias

## Comparativa del Sistema Métrico Mexica con sistemas contemporáneos
En Occidente aún en 1658 la discrepancia entre el cálculo y el área real era al menos del 25%. Durante la colonia también se tenían grandes errores en la medida del área, donde durante el siglo XVIII estos variaban entre 42-150%. Por ejemplo la calidad de las mediciones en el siglo XVIII en México aún era irregular, donde un terreno medido en 1757 fue medido por segunda ocasión en 1872 donde se determinó que la medición original tenía un error del 8.9%. La medición de terrenos se mantuvo muy imprecisa en Occidente hasta el final del siglo XIX.
Durante la administración española durante la Colonia, no se utilizó el Sistema Métrico Mexica, sino que intentó implementar el caótico sistema de España. En 1536 este desorden fue denunciado por el primer virrey de Nueva España, argumentando que no existía en Tenochtitlan un sistema para medir la tierra.

## Códices topográficos
Las medidas de terrenos se documentan en códices Acolhua-Mexica provenientes del Valle de México: el Códice Vergara, los Códices del Marquesado y el Códice Santa María Asunción, Códice Humboldt fragmentos VI y VIII, Fragmento Catastral de la Colección Ramírez y el Códice Xolotl, estos consisten en cientos de ilustraciones de campos para la agricultura, donde se tiene registrado las áreas, los perímetros y también la propiedad edafológica (el tipo de suelo) de dichos campos y también sus atributos agrícolas
| Elementos culturales | Elementos naturales | Estatus o valor                                  | Estratos, piedras y rocas | Suelos                                       | Toponímico (Nombre del lugar) |
| --- | ------------------- | ------------------------------------------------ | --- | -------------------------------------------- | ----------------------------- |
| Atzaqualli, Tepantli, Teçonpantli | Atoyatl, Zacatl     | Ixpouhqui, Petlauhtli, Tlacemolotlalli, Tlaçotli | Teatoctli, Teçonatoctli, Teçonectli, Teçonpetlatl, Teçontli, Tepetlatl, Tepitzactli, Tetl, Tetla, Tetlapactli, Teuhpetlatl, Xalpetlatl, Xalteatoctli, Xalteçonpetlatl, Xalteçontli, Xaltepetlatl, Xaltetl, Xalteyo | Atoctla, Atoctli, Xalli, Xalatoctli, Teuhtli | Tepetlixpan, Ocotla           |
| - Glifos mexicas de propiedades topográficas Figura A "Atoctli" sedimento por agua. Figura B "Tlacotli" terreno costoso. Figura C "Ixpouhqui" terreno marchito. Figura D "Xalteyo" terreno arenoso. Figura E "Tlacemolotlalli" terreno heredado. Figura F "Petlauhtli" terreno descubierto. Figura G "Ocotla" Bosque de Ocotes. Figura H "Zacatl" hierbas. Figura I "Teuhtli" polvo. Códice Asunción (A, C, F, H) Códice Xolotl (B), Códice Humboldt (D, G, I), Códice Vergara (E) - Glifos mexicas de propiedades topográficas Figura A "Tezontli" Tezontle. Figura B "Tepitzactli" Rocas puntiagudas. Figura C "Tezonectli" Rocas esponjosas. Figura D "Atzaqualli" Contención de agua. Figura E "Atoyatl" Río. Figura F "Tezonatoctli" Tezontle arrastrado por agua. Figura G "Tezonpetlatl" Estrato de tezontle. Figura H "Xalpetlatl" Estrato de arena. Códice Asunción |                     |                                                  | |                                              |                               |

### Medidas de longitud

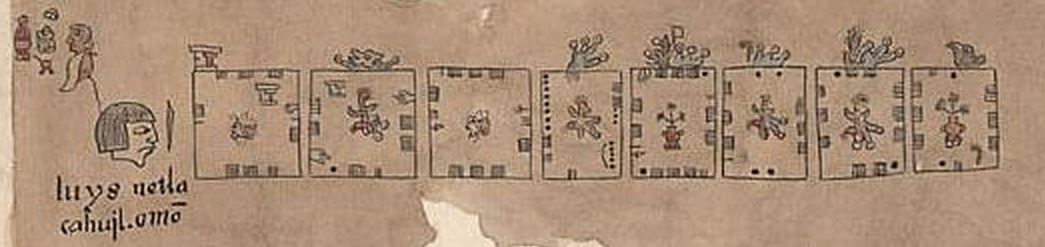
Glifos edafológicos mexicas del Sistema Métrico Mexica en el centro de cada milcocolli (códices de perímetros), el centro se ve la descripción de terreno, en este caso hay muchas variedades de terreno. Códice Humboldt detalle Fragmento VIII 1500- 1600

Para medir distancias los mexicas utilizaban un grupo de unidades que guardaban una relación entre sí, entre las cuales las medidas conocidas son el cemmatl (uno mano), cemyollotli (uno corazón), cemomitl (uno hueso), cemacolli (uno brazo), cemmitl (uno flecha). Estos símbolos eran utilizados junto a la anotación de otros símbolos multiplicadores de la cantidad de veces que valía el objeto a medir, los cuales eran una línea vertical que representaba la unidad, un grupo de 5 líneas unidas la primera con la última con una línea horizontal representando 5 unidades, un círculo sólido o un estandarte (pantli) representando 20 unidades. Los perímetros de terrenos eran registrados en milcocollis (códices de perímetros).
| Unidad           | Descripción                                 | Equivalente aproximado en el SI |
| ---------------- | ------------------------------------------- | ------------------------------- |
| Matlacicxitla    | medida de 10 pies                           | 2.786 m                         |
| maitlneuitzantli | 3 varas                                     | 2.508 m                         |
| Tlalcuahuitl     | bastón de madera de medida (3 varas)        | 2.508 m                         |
| niquizantli      | braza vertical, 2.5 varas                   | 2.090 m                         |
| maitl            | mano, braza horizontal, 2 varas             | 1.672 m                         |
| cenequeztzalli   | estatura, altura de un campesino            | 1.60 m                          |
| mitl             | Venablo de Atlátl, 1.5 varas                | 1.254 m                         |
| yollotli         | corazón, 1 vara                             | 83.59 cm                        |
| ahcolli          | hombro                                      | 77.5 cm                         |
| ciacatl          | axila                                       | 72.0 cm                         |
| tlacxitl         | paso                                        | 69.65 cm                        |
| molicpitl        | codo, media vara                            | 41.80 cm                        |
| matzotzopaztli   | antebrazo                                   | 38.6 cm                         |
| omitl            | hueso                                       | 33.44 cm                        |
| xocpalli         | huella del pie                              | 27.86 cm                        |
| macpalli         | palma de la mano, cuarta, un cuarto de vara | 20.90 cm                        |
| Canmiztitl       | jeme                                        | 18.0 cm                         |
| centlacol icxitl | medio pie                                   | 13.93 cm                        |
| mapilli          | dedo de la mano                             | 1.74 cm                         |

### Medidas de superficie

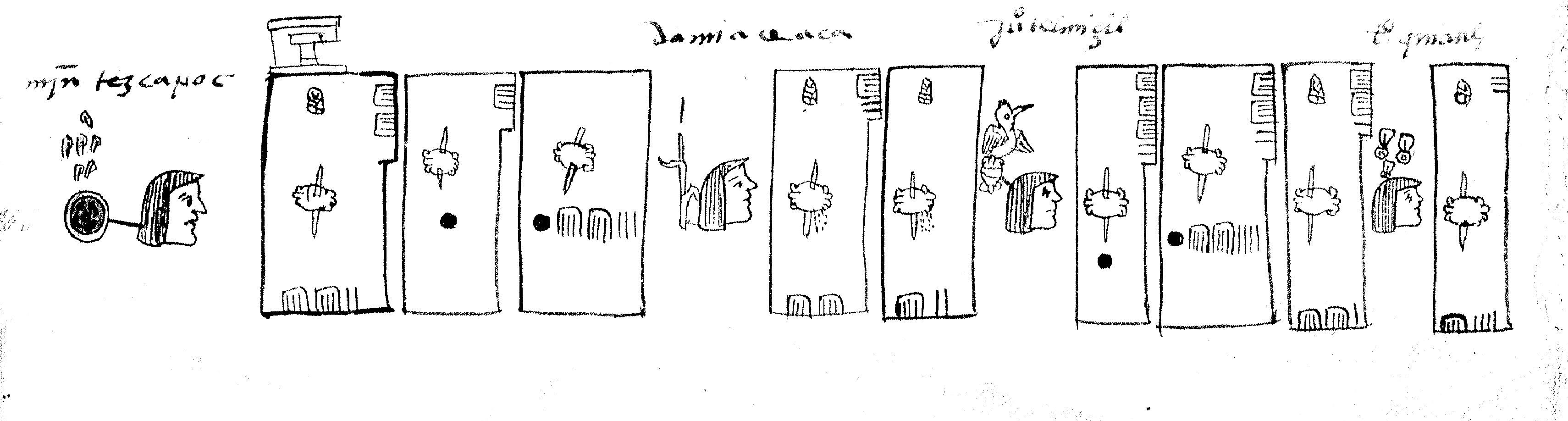
Tlahuelmantli (códices de áreas) mostrando áreas de terrenos (símbolos alineados en el centro) por un Tlacuilo Acolhua-Mexica, glifos edafológicos (tipo de suelo) de Tezontle representados por un tetl (piedra) atravesado por un teconi (Uictli o coa)(Símbolos centrales en cada polígono), Códice Santa María Asunción

Los Tlacuilos registraban también las áreas en los códices tlahuelmantli (códices de áreas) además de las dimensiones y cualidades topográficas, estas eran ilustradas de manera similar a los milcocolli (códices de perímetros), utilizando los mismos glifos pero colocándolos en la esquina superior derecha del plano. Se utilizaban varias unidades, sin embargo la más común para el registro y cálculo de áreas agrícolas era el Tlalcuahuitl cuadrado

## Medidas de peso
Términos aproximados los define Alonso de Molina al hacer traducciones aproximadas: tlaoctacatiloni peso o balanza, o el posible hibridismo español de pexohuía (henchir o rebosar). Sin embargo dichos términos se creen adecuados a la realidad colonial y por lo tanto no representan significados claros prehispánicos.
Un tipo de medición con mucha certidumbre es a la carga del Tameme, donde esta era regulada de manera que fuera moderada y capaz de ser transportada con ligereza. Su peso se aproxima con su equivalente español de volumen media fanega o de acuerdo con reportes de Torquemada a 23 kg. Hay acepciones en cargas de mantas y de cacao, donde las mantas se medían en 20 unidades y el cacao en tres xiquipilli (24000 granos). Las cargas podían tener también múltiplos y submúltiplos, donde Díaz del Castillo menciona que "dos cargas" pueden ser iguales a una "gran carga".

## Medidas de capacidad
La medida de capacidad de líquidos, arenas, material, etc tiene una gran diversidad en muchas comunidades de México, derivada de muchos patrones o recipientes, los cuales provienen de una larga tradición de transacciones económicas. 

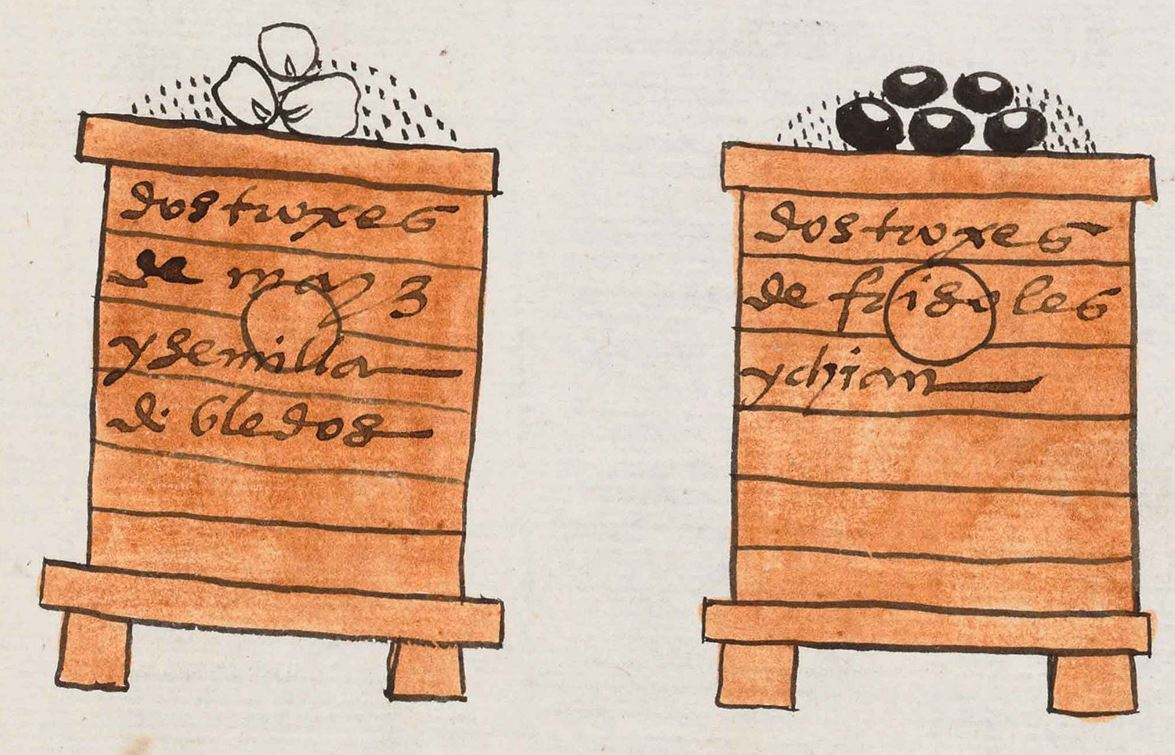
Dos contenedores tributarios, "trojes", con frijoles, maíz, chia y amaranto. Representación tributaria de la unidad más grande de graneros (Cuexcomate). Detalle del Códice Mendoza p.25

| Nombre en Náhuatl                    | Nombre en español                   | Descripción | Equivalente aproximado en el SI |
| ------------------------------------ | ----------------------------------- | --- | ------------------------------- |
| Centlachipinilli                     | Una gota de algo                    | El instrumento de esta medida era muy pequeño y elaborado con barro o bronce, con una acanaladura especial, este instrumento se cree que era un implemento médico                                                                         | 10 mL                           |
| Cempopolli                           | desconocido                         | Cantidad de líquido que puede absorber una bola de algodón del tamaño de medio huevo | 20 mL                           |
| Cemixcolli, Cemacuáhuitl, Cenxumatli | Una cucharada (diferentes tipos de) | Varía en tamaño, forma y material de la cuchara | 15 mL                           |
| Centlalololli/ Testal                | desconocido /Aztequismo             | Porción, pelota o pella de una cosa blanda. Medida para hacer una tortilla | 50 mL                           |
| Centlamapictli, Centlamatzolli       | un puño                             | Medida para los áridos contados en puños | 70 mL                           |
| Acalli, Cencuauhacalli               | canoa                               | Medida para áridos y líquidos | Desconocido, 27 L               |
| Cemchiquihuitl                       | un canasto                          | Medida para granos, mazorcas, sal, chiles, etc (media fanega) | 28 L                            |
| Cuexcomatl                           | Troje o granero                     | Medida para granos, mazorcas, sal, chiles, etc (2000 - 6000 fanegas). Utilizada ampliamente como medida tributaria y simbolizada con unidades de transporte en cajas de madera, las cuales eran más pequeñas para poder ser transportadas | 110 m³ - 330 m³                 |

## Métodos de medición
Usando los códices Acolhua-Mexica con matemáticas modernas se evaluó la precisión de los valores de área, donde se comprueba la validez matemática de los registros en los códices. Los métodos Acolhua-Mexica de cálculo tenían un error menor al 5% en el 75% de los terrenos medidos, mientras que el 85 % de las mediciones tenían solo un error menor al 10%. En los códices se detectaron cinco algoritmos recurrentes que reproducían exactamente el área en el 78% de los terrenos registrados.
Estos resultados indican que las áreas fueron calculadas y no medidas físicamente. La aritmética Acolhua-Mexica era funcionalmente precisa en su contexto cultural, y precisión fue comparada con métodos actuales de medición probando así una gran exactitud de los resultados con un margen de error muy bajo en la mayoría de los terrenos analizados. El margen de error en el 60% de los terrenos estudiados es despreciable (<1%). 

### Mediciones y cálculo avanzados
Otros métodos de cálculo más avanzados se desconocen aún, ya que solo sobreviven códices referentes a terrenos de bajo valor económico donde el área era para la asignación de impuestos. Se sospecha que métodos más precisos eran usados para las obras de ingeniería mexicas, como los diques, acueductos, templos, etc. Estos métodos desconocidos fueron necesarios para la construcción de elementos estructurales los cuales requerían de un cálculo avanzado de sus capacidades, como columnas, muros, cañerías, escalinatas, plazas, entre otros. Sin embargo mediciones más precisas con unidades más pequeñas se utilizaron para la creación de las esculturas más importantes del centro ceremonial de Tenochtitlan. Estudios realizados sobre el Monolito de Tlaltecuhtli muestran un patrón de diseño el cual sigue estas unidades. 

### Exactitud de los cálculos mexicas
```
Aparte de la regla de lado por lado, se utilizaba ampliamente la regla del topógrafo (Surveyer's Rule), desarrollada también por los sumerios y usada por los romanos
[
35
]
[
36
]
 donde el área es el producto de dos lados promediados opuestos.
[
37
]
```

{\displaystyle A={\frac {a+c}{2}}\times {\frac {b+d}{2}}.}
De acuerdo a los estudios que usaron esta regla del topógrafo, la gran cantidad de cuadriláteros con Ac (Área registrada en los códices) y Am (Área calculada) similares indica que los tlacuilos escogieron algoritmos para aproximar el área más grande posible en los límites de un terreno dado. Esta característica indica que para reducir los la carga impositiva los Tlacuilos pudieron intencionalmente producir mediciones imprecisas al sistemáticamente registrar valores menores en sus medidas lineales y áreas. Otros errores sistemáticos fueron encontrados al compararlos con una base 20, ya que ésta era la base del sistema numérico mesoamericano.

### Lectura de milcocollis y tlahuelmantlis
Para obtener los valores de los milcocollis (códices de perímetros) se sumaba simplemente los valores de los costados de los terrenos medidos, la unidad que se utilizaba era el tlalcuahuitl (T). En el caso de los tlahuelmantlis (códices de áreas) la lectura es más compleja. Los glifos centrales se multiplican por el valor 20 (ya que las áreas eran registradas comúnmente en unidades de 20) a este resultado se le suma un valor adicional el cual se indica en la parte superior derecha del polígono del terreno; el resultado es el valor del área del terreno en tlalcuahuitl cuadrados (T2). Algunos tlalhuemantlis mostraban dentro de los polígonos del terreno un glifo de maíz, el cual indicaba que el terreno era menor a 400 T2.

## Uso de unidades de medición en obras monumentales

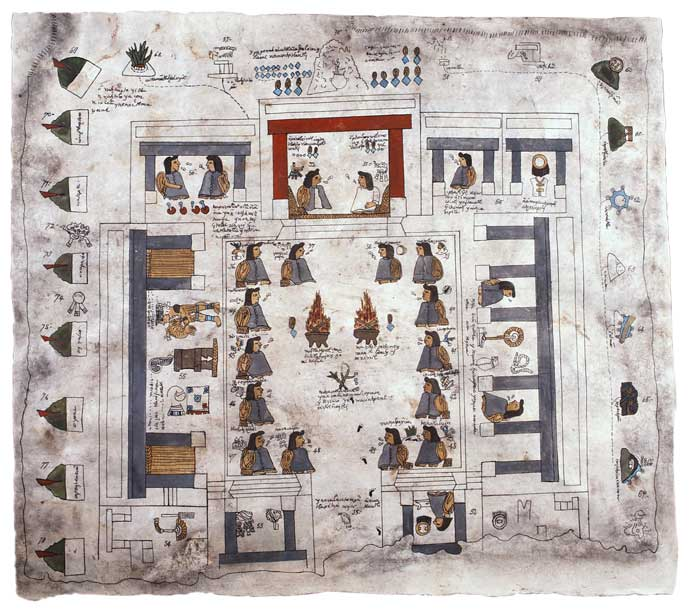
Ilustración del Palacio de Nezahualcóyotl en el mapa o códice Quinatzin

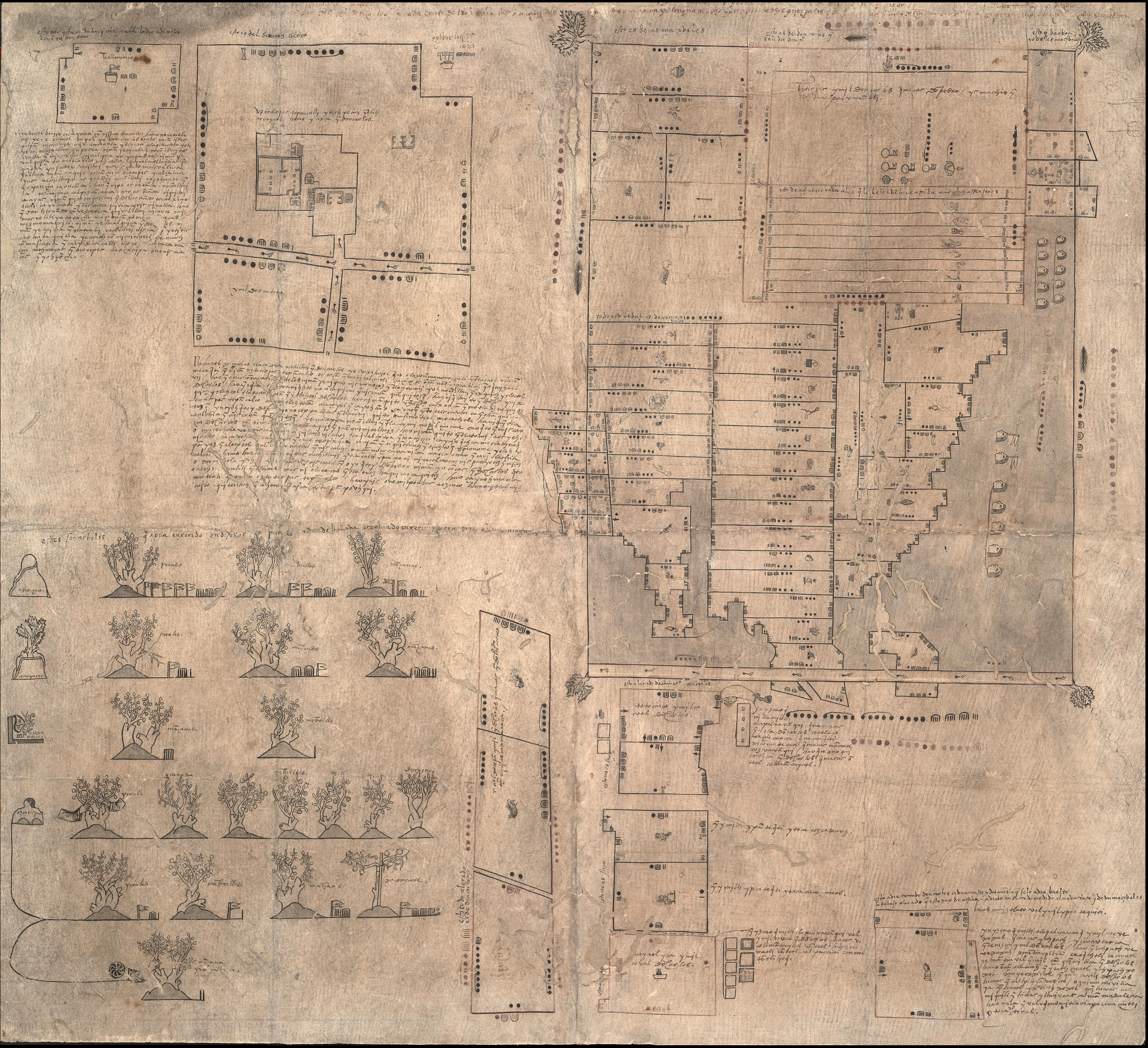
Palacio de Otzoticpac (derecha superior) dentro de la descripción de tierras en un códice milcocolli o tlahuelmantli en Texcoco. Mapa del Palacio de Otzoticpac.

### Teotihuacán
Se ha descubierto en la ciudad de Teotihuacán un valor repetido de 0.83 m correspondiendo al yollotli “corazón” mexica. Una barandilla de la Pirámide de Quetzalcóatl mide 1.66 m, donde el arqueólogo Sugiyama demostró que esta medida se aplicaba de manera sistemática y acertada a los demás edificios de la ciudad.

### Monolito de Tlaltecuhtli
Varios múltiplos del yollotli se usan en el Monolito de Tlaltecuhtli descubierta en el Templo Mayor de Tenochtitlán; esta escultura monumental mide 4.17 m de largo (5 yollotli) o 20 cuartas, y 3.62 m de ancho o 18 cuartas. Además los textos recopilados por Bernardino de Sahagún muestran de qué manera las unidades nahuas se usaban en la vida cotidiana tradicional

### Palacio de Nezahualcóyotl
El palacio de Nezahualcóyotl solamente fue documentado por parte de Alva Ixtlixóchitl y se menciona únicamente sus dimensiones, no existen milcocollis o tlahuelmantlis reportando sus dimensiones, solamente los relatos de Ixtlixóchitl donde expresa sus dimensiones en medidas del sistema métrico mexica, las cuales convertidas en el SI son de 1.031 km de largo, 0.817 km de ancho, con una diagonal de 1.316 km y un perímetro de 3.699 km. Solamente una descripción básica del palacio se encuentra en el mapa o Códice Quinatzin.

### Palacio de Otzoticpac
El palacio de Otzoticpac a diferencia del palacio de Nezahualcóyotl, está completamente documentado con sus dimensiones, forma y distribución. Este utiliza milcocollis o tlahuelmantlis para describir las dimensiones de sus corredores, plazas, y casonas, además de incluir terrenos adjuntos al palacio.

### Templo Mayor de Tenochtlitlan
El Templo Mayor en el Recinto Sagrado de Tenochtitlan, también estaba construido de acuerdo al sistema métrico mexica. De acuerdo a los restos arqueológicos que se encuentran en las calles de la Ciudad de México y con la ayuda de reportes diversos después de la conquista se cree que el Templo Mayor media en su séptima y última etapa de construcción 91 m de largo, 100 m de ancho con una diagonal de 135 m con un perímetro de 383 m.

## Uso adivinatorio de las medidas corporales
Además del uso tecnológico y estético del sistema métrico mexica, se tenía y tiene un uso ritual de la medición de las medidas corporales, las cuales revelaban características de la persona medida y de su futuro o pasado. Estudios se han realizado en la comunidad de los Idioma tlapaneco, donde los "adivinos", personas que aún conocen en cierta manera los antiguos rituales, realizan medidas adivinatorias con la ayuda de sus manos siguiendo una secuencia de mediciones las cuales interpretan de manera ritual.
El adivino mide su antebrazo izquierdo con la mano derecha. Con los dedos extendidos, coloca su dedo meñique (auricular) al extremo de su codo y su pulgar en medio de su antebrazo. Luego, manteniendo la presión del pulgar, da la vuelta a su mano de modo que el meñique se encuentre en contacto de los dedos de la mano izquierda. Esta técnica se realiza para contestar preguntas con solo sí o no por respuesta. Al final del cálculo, si la extremidad de los dedos de la mano derecha se encuentra en contacto con los dedos de la mano izquierda, la respuesta es afirmativa, en caso contrario es negativa. Se repite rápidamente la operación varias veces para obtener la respuesta a diferentes preguntas.
La operación tiene orígenes míticos, pues el antebrazo simboliza al árbol cósmico el cual permitía el desplazamiento entre los pisos verticales del cielo, la tierra y el inframundo. Los adivinos recitan al hacer bajar y subir su mano a lo largo de su antebrazo (Tochalchiuhecahuaz, tomictlanecahuaz: “es la escala sagrada, la escala del lugar de los muertos”).
Esta práctica adivinatoria, llamada la "medición del hueso" sigue de uso común entre los tlapanecos. Se utiliza para adivinar la causa de enfermedades, encontrar objetos robados y conocer la identidad del animal compañero (o nahual) de los niños. Entre los tlapanecos de Acatepec, el sistema es de tipo binario. El adivino sopla entre sus manos. Gira en el sentido opuesto a las manecillas del reloj su mano derecha sobre su mano izquierda. Coloca su meñique sobre su codo y su pulgar en medio de su antebrazo izquierdo. Hace girar su mano derecha alrededor de su pulgar. Si la extremidad del meñique de la mano derecha cae lejos de la extremidad del pulgar de la mano izquierda se tiene una respuesta negativa. Si la extremidad del meñique de la mano derecha cae a la altura de la extremidad del pulgar de la mano izquierda se tiene una respuesta positiva.

¿Qué miden los hechiceros triques con la palma de la mano? A sí mismos. Aislados, sentados a la sombra, se concentran y empiezan a medir el antebrazo. Lo que falta y lo que sobra para llegar a la palma de la mano lo miden con los dedos, juntando índice, medio y anular. Miden y calculan, calculan y miden, continuando con la medida del rostro, desde la frente hasta el mentón, luego levantan la cabeza del esternón, de aquí al xifoides, del xifoides al ombligo, y así por el estilo, siempre midiendo y calculando.
 Gutierre Tibón,Pinotepa Nacional: mixtecos, negros y triques, p. 144

.